# Granbury
Granbury is een plaats (city) in de Amerikaanse staat Texas, en valt bestuurlijk gezien onder Hood County.

## Demografie
Bij de volkstelling in 2000 werd het aantal inwoners vastgesteld op 5718.
In 2006 is het aantal inwoners door het United States Census Bureau geschat op 7753, een stijging van 2035 (35.6%).

## Geografie
Volgens het United States Census Bureau beslaat de plaats een oppervlakte van
15,8 km², waarvan 14,3 km² land en 1,5 km² water. Granbury ligt op ongeveer 295 m boven zeeniveau.

## Plaatsen in de nabije omgeving
De onderstaande figuur toont nabijgelegen plaatsen in een straal van 24 km rond Granbury.